# Ancien Siam
Pour les articles homonymes, voir Siam (homonymie).
L'Ancien Siam (également connu sous le nom de Vieille Ville, thaï : เมืองโบราณ, Muang Boran ou Mueang Boran) est un musée en plein air situé à environ 30 km au sud de Bangkok, construit par Lek Viriyaphan et occupant près de 0,81 km2 en Thaïlande.
L'Ancien Siam est l'un des plus grands musées en plein air du monde, sinon le plus grand,.

## Description
Cette "ville" de 320 hectares, située à proximité de la ferme aux crocodiles dans la province de Samut Prakan, comprend 116 structures de monuments et d'attractions architecturales célèbres de Thaïlande. Le terrain correspond à peu près à la forme du royaume, les monuments se trouvant à leur emplacement géographique attendu. Certains des bâtiments sont des répliques grandeur nature de sites existants ou anciens, tandis que d'autres sont miniaturisés à l'échelle un-tiers ou trois-quarts. D'autres encore sont des "conceptions créatives" et non des répliques d'une structure historique.
Les répliques ont été construites avec l'aide d'experts des Musées nationaux de Thaïlande (en) pour garantir l'exactitude historique. Parmi les œuvres remarquables, citons l'ancien Grand Palais d'Ayutthaya (détruit lors de l'invasion birmane de 1767) (en), le sanctuaire de Phimai à Nakhon Ratchasima et le temple de Preah Vihear à la frontière cambodgienne.

## Histoire
Le musée en plein air de l'Ancien Siam a commencé à être construit dans les années 1960. Il est officiellement  inauguré en 1972, inauguration présidée par la reine Élisabeth II d'Angleterre. Chaque année, jusqu'à la mort de son créateur Lek Viriyaphan, ce musée s'est enrichi d'une ou plusieurs répliques de nouveaux monuments.

## Bâtiments et répliques
Certains bâtiments sont authentiques. Ils ont été démontés puis remontés dans le musée en plein air de l'Ancien Siam : 
- le village traditionnel fait de bâtisses autrefois situées dans le quartier de Yan Nawa à Bangkok[5],
- un élégant temple en teck du nord de la Thaïlande,
- un pavillon sur pilotis destiné à conserver les manuscrits,
- un long bâtiment cloisonné en petites pièces qui servaient de toilettes aux bonzes...

D'autres bâtiments sont des répliques qui ont été construites avec l'aide d'experts des Musées nationaux de Thaïlande (en) pour garantir l'exactitude historique. Ce sont parfois des reconstructions "à l'idéal", à la Eugène Viollet-le-Duc, se targuant d'être plus fidèle que le vrai monument. Parmi les œuvres remarquables, citons :
- la reconstitution de l'ancien Grand Palais Sanphet Prasat d'Ayutthaya détruit lors de l'invasion birmane de 1767 (en),
- la réplique du Chedi de Nakhon Si Thammarat,
- la réplique du somptueux sanctuaire de Phimai (les vestiges de ce temple khmer, précurseur d'Angkor se trouvent à Nakhon Ratchasima en Thaïlande)
- et la réplique du temple de Preah Vihear construite ici sur une colline artificielle de 54 m de haut (l'authentique monument peut être visité à la frontière cambodgienne)...

Et aussi d'autres bâtiments qui sont des "conceptions créatives" et non des répliques d'une structure historique : 
- "The Pavilion of the enlightened",
- le "temple royal de Sukhothaï"
- Le pavillon de l'immortalité, un grand mausolée blanc édifié en 1992 pour y déposer les cendres de Prapaï, la femme de Lek Viriyaphan ...

## Galeries

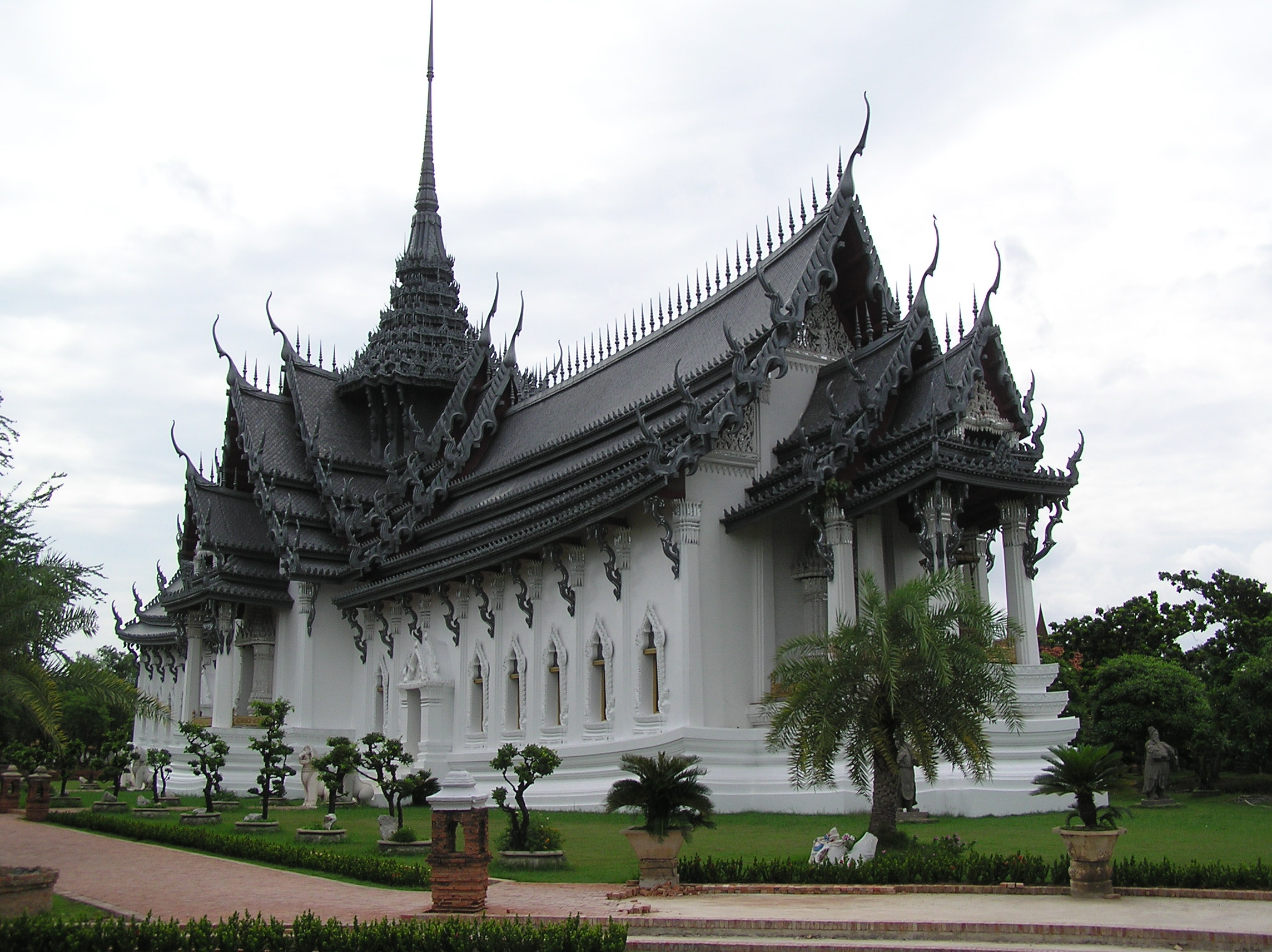
Reconstitution historique fidèle de l'ancienne salle du trône du grand palais de Sangphet Prasat d'Ayutthaya (ce monument a été incendié par les Birmans en 1767 lors de la prise d'Ayutthaya)

Monuments authentiques et leurs répliques au musée de l'Ancien Siam
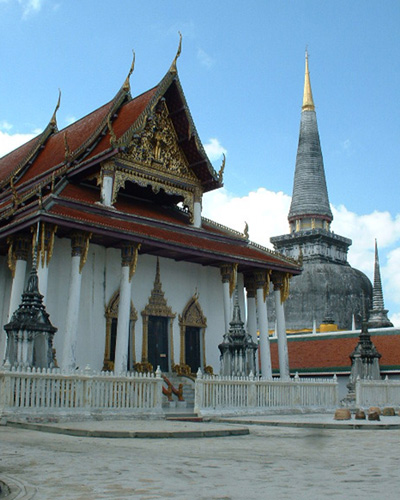
Le Wat That Nakon et son Chedi à Nakhon Si Thammarat
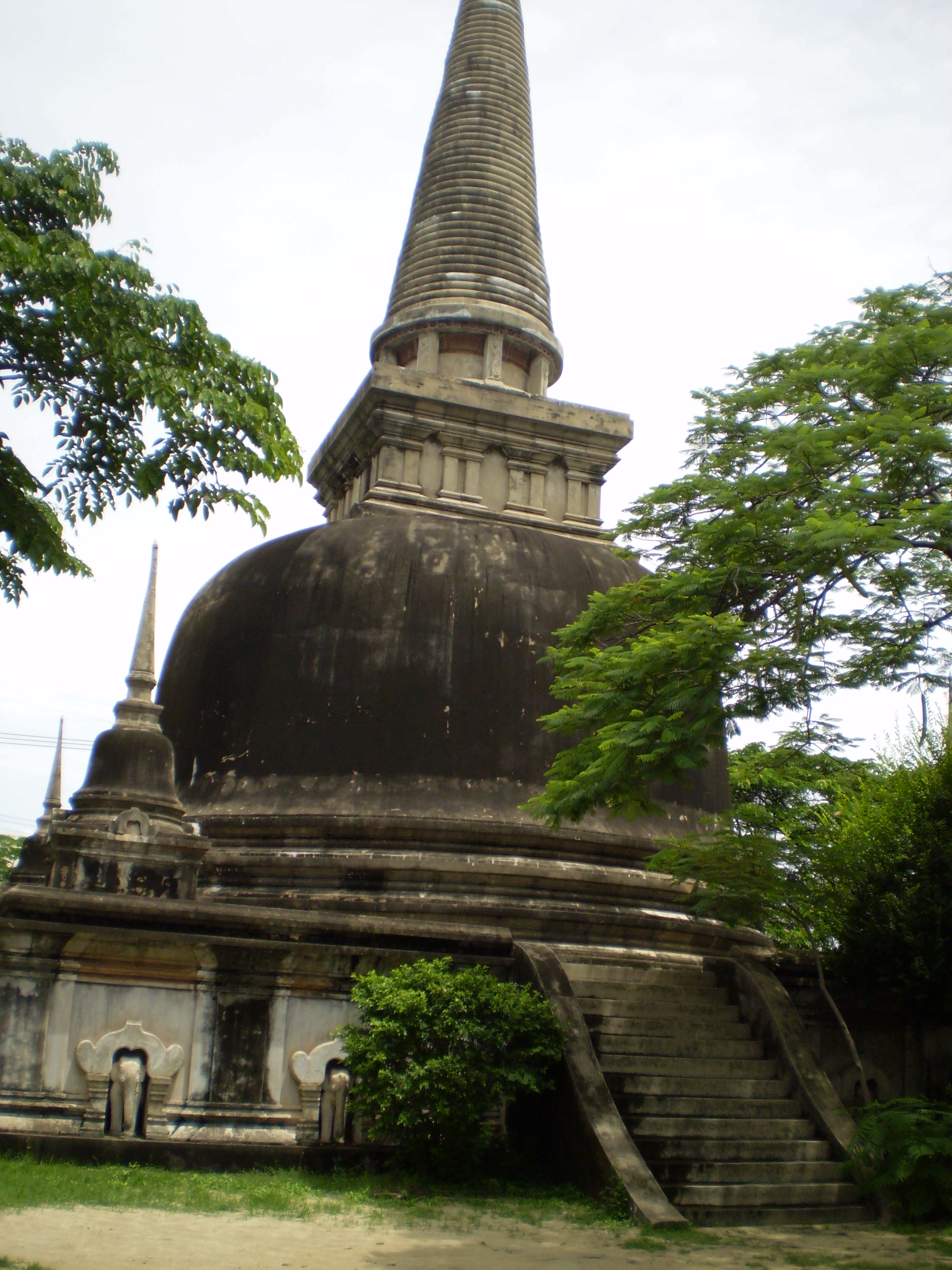
Réplique du Chedi de Phra Mahathat (Nakhon Sri Thammarat)
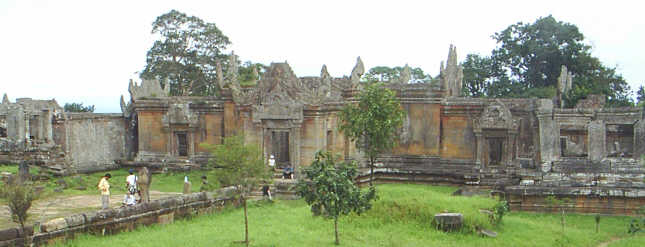
Temple de Preah Vihear au Cambodge
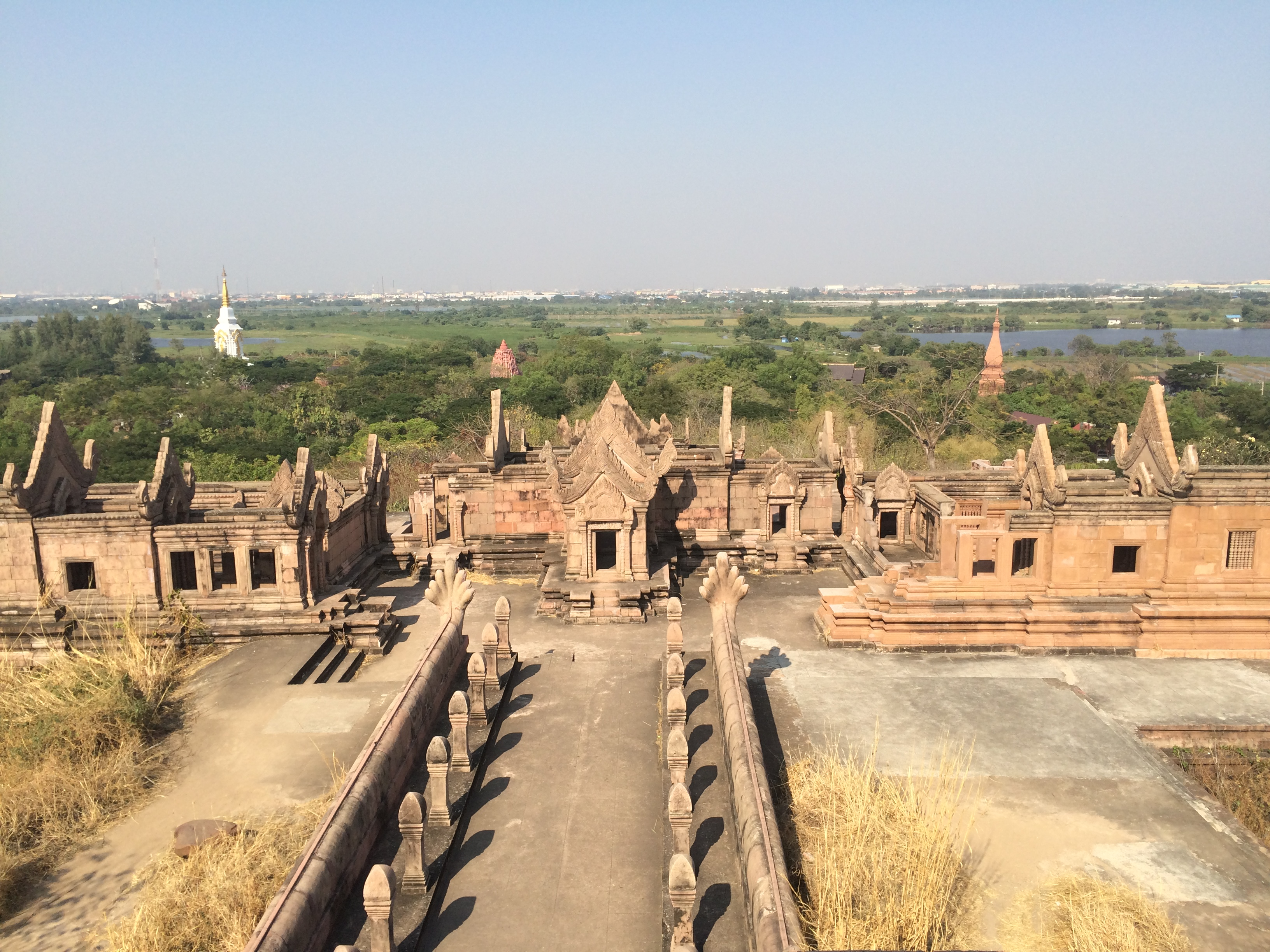
Réplique du temple de Preah Vihear

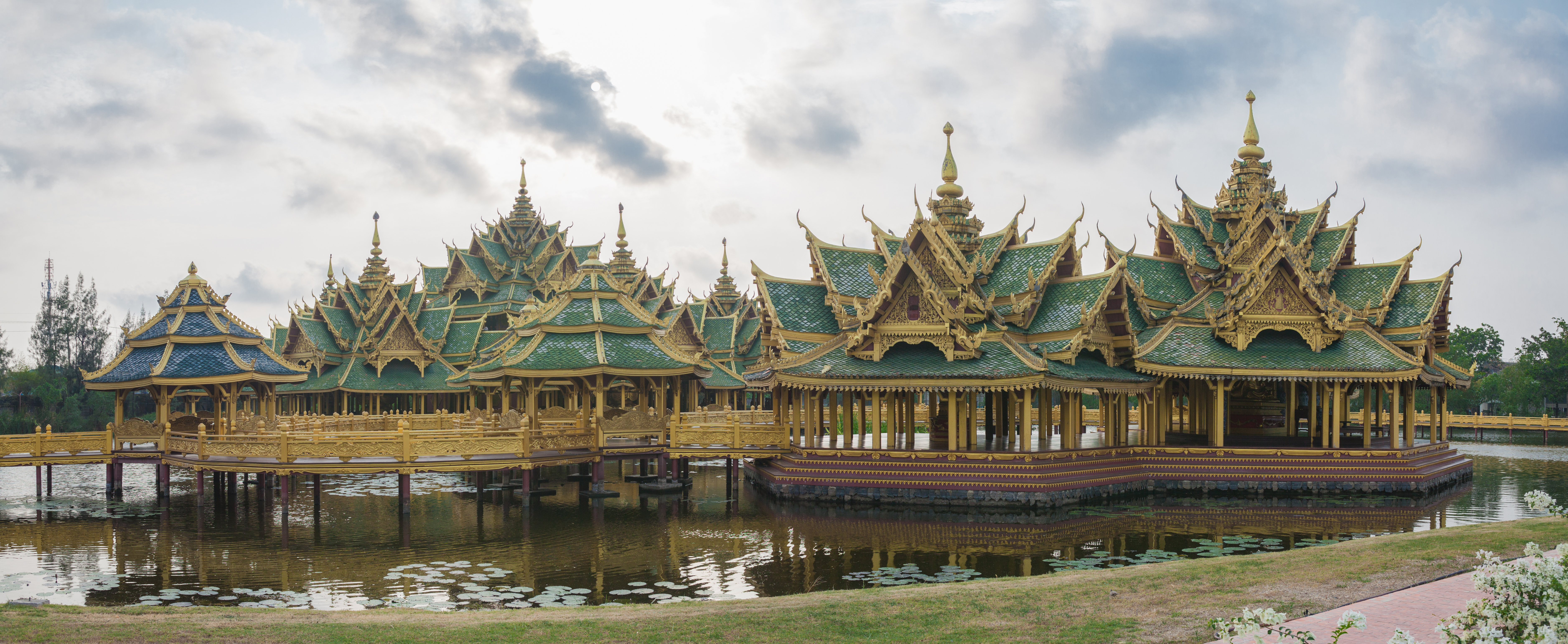
Une "conception créative", "The pavilion of the enlightened", un monument n'ayant aucune réalité historique

Quelques curiosités supplémentaires
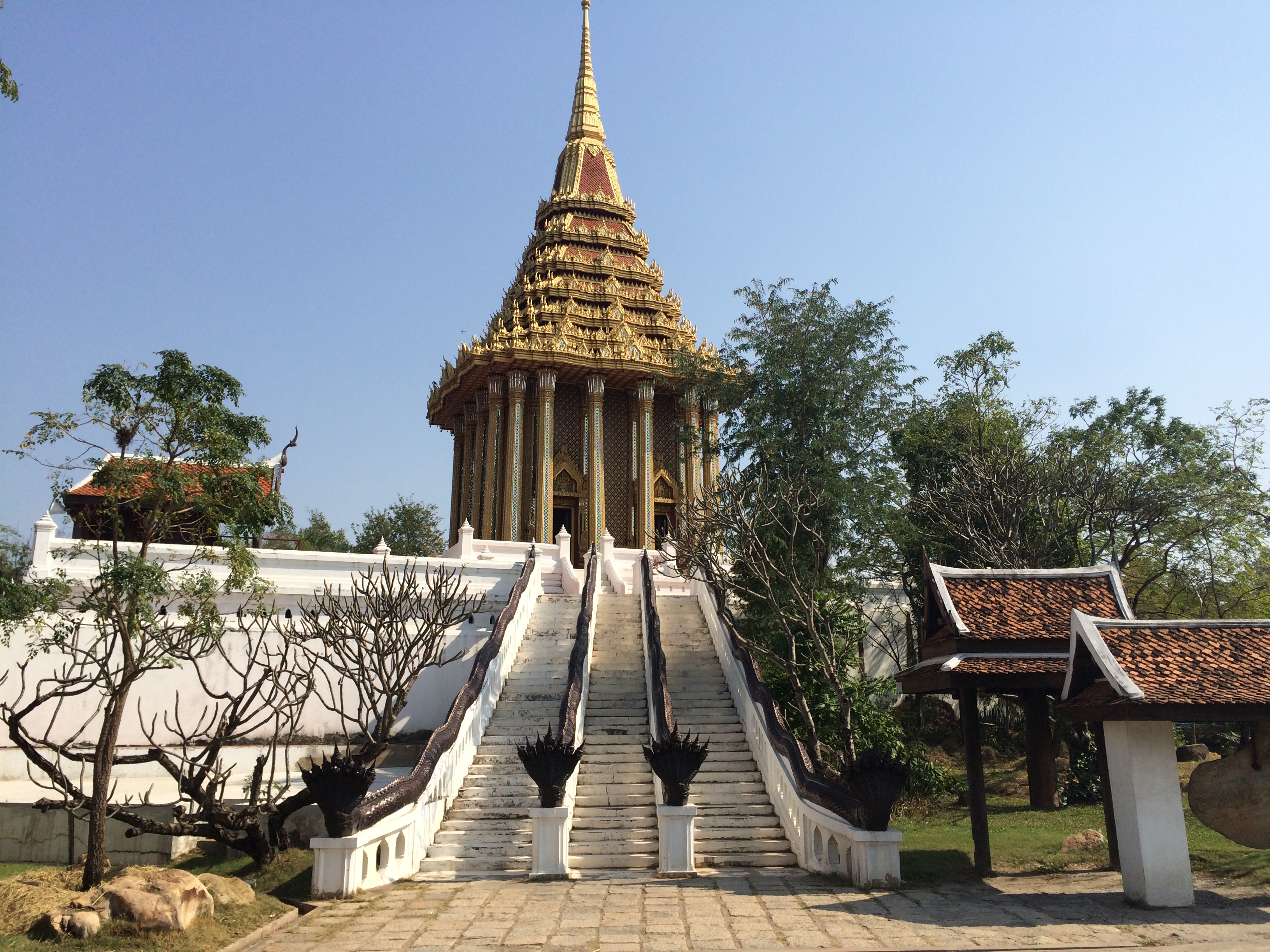
Temple
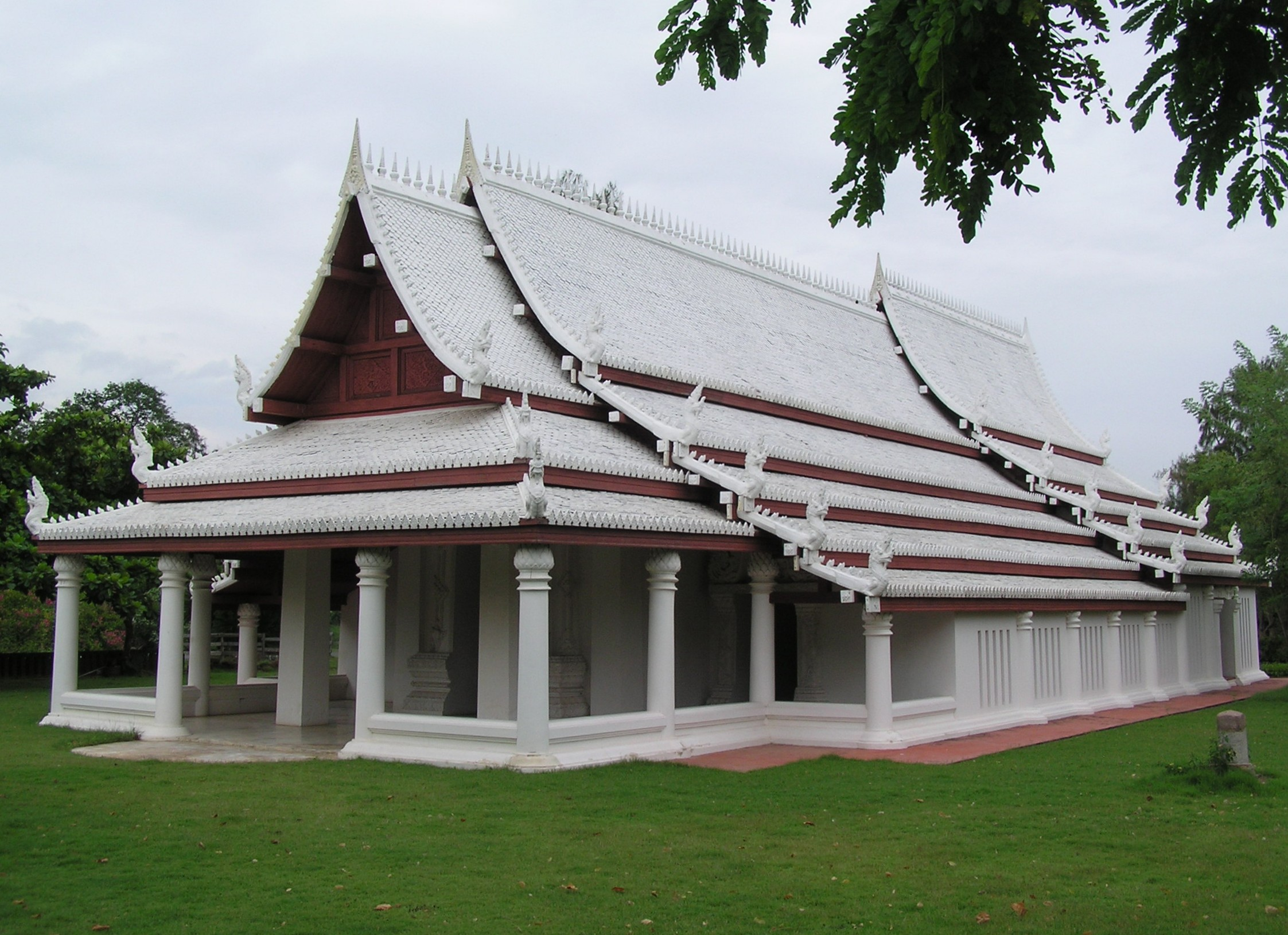
Une "conception créative" du "Wihan de Sukhothaï" (salle d'assemblée des religieux et des laïcs)
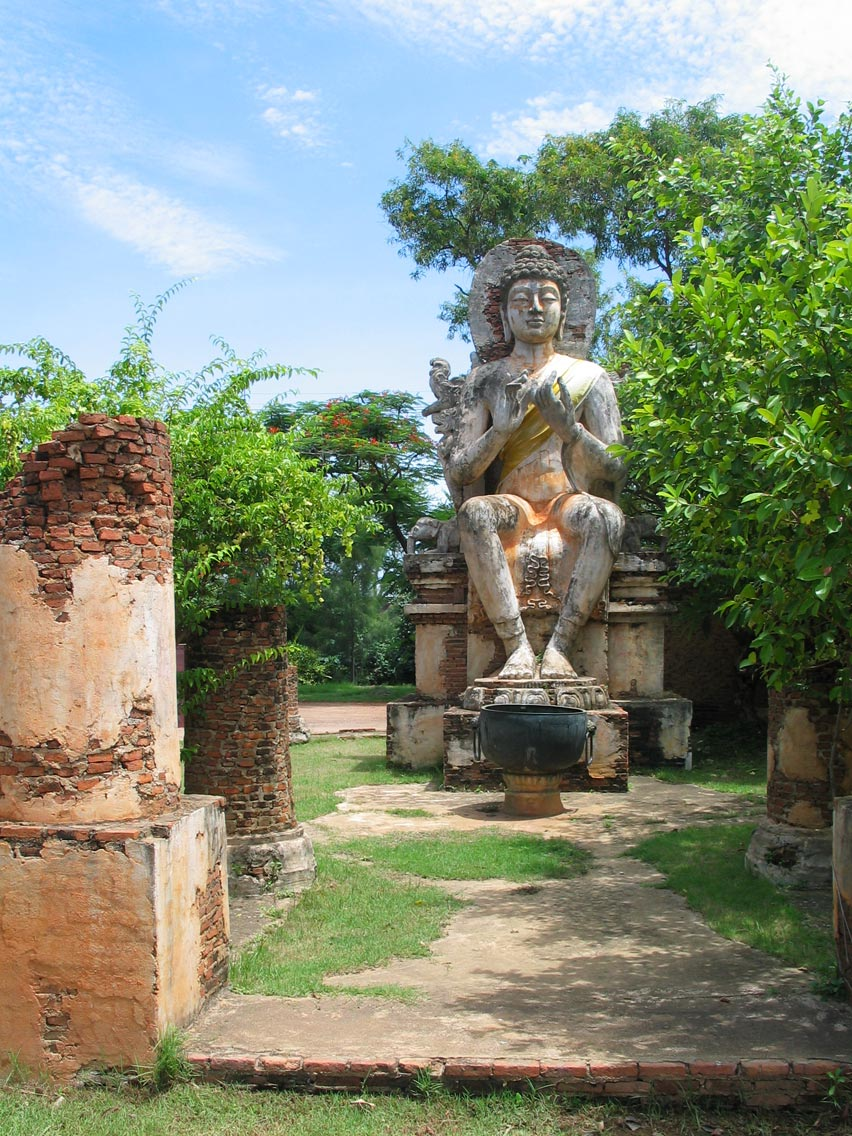
Bouddha assis de style Dvaravati
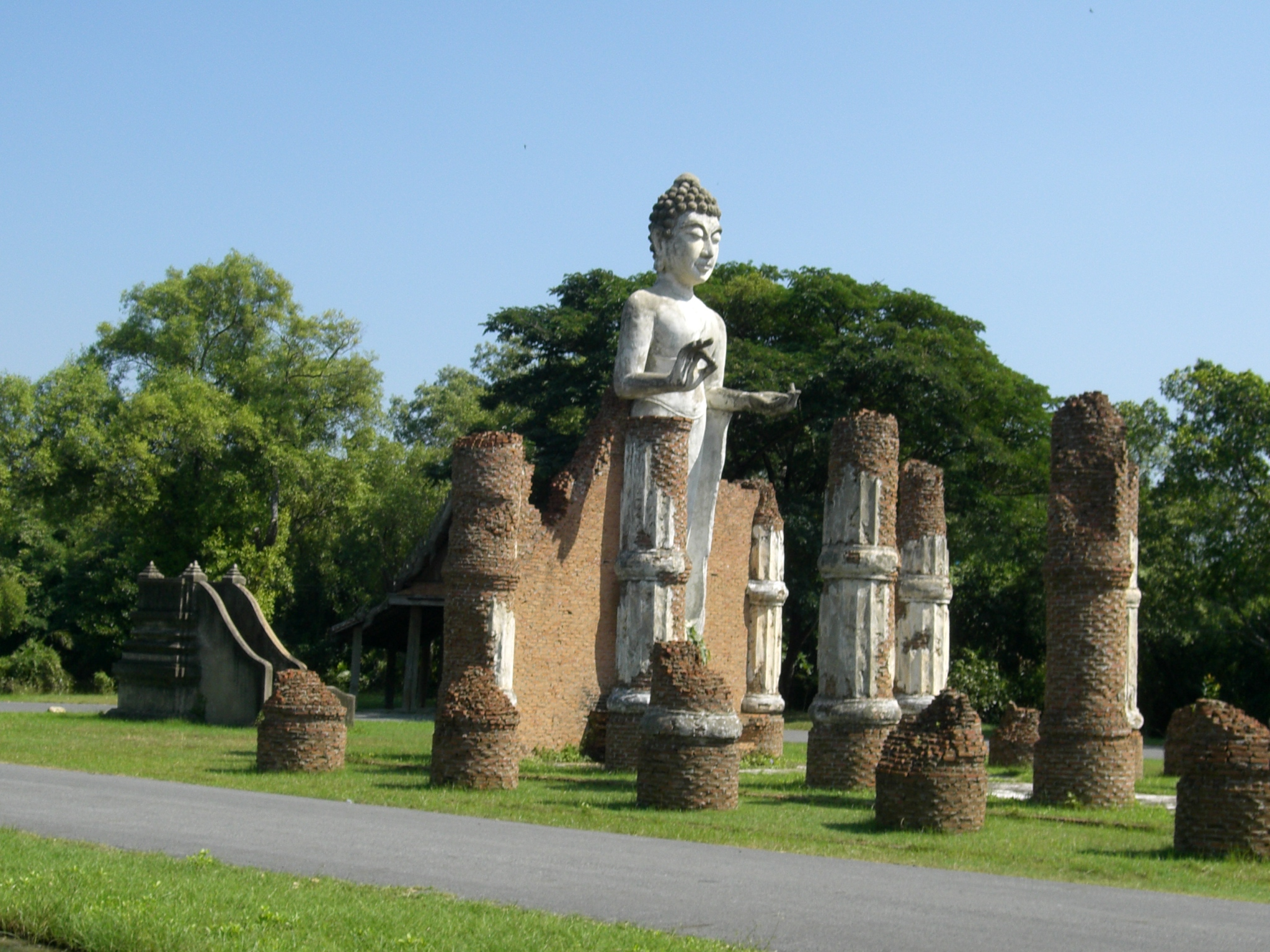
Bouddha debout
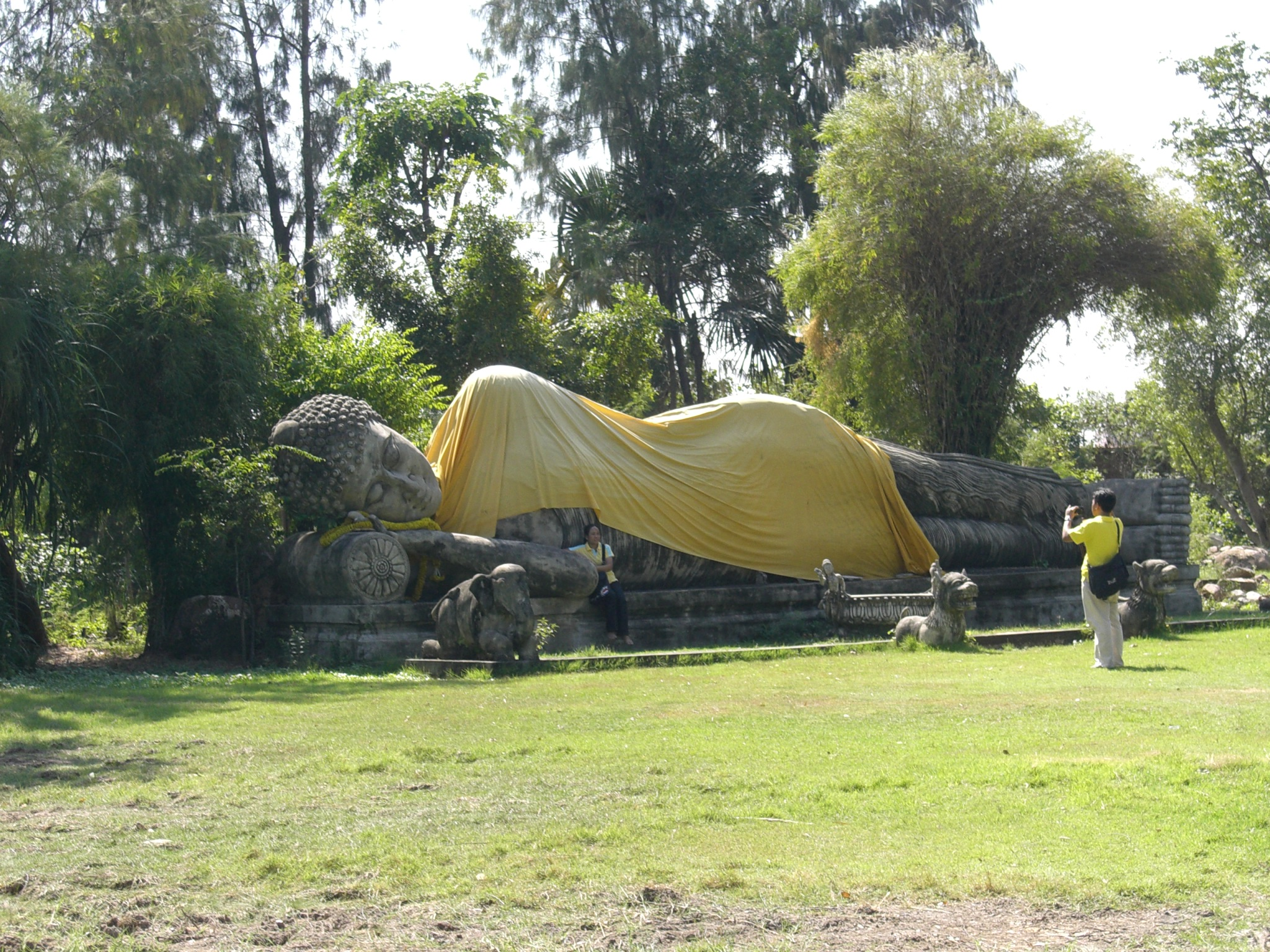
Bouddha couché
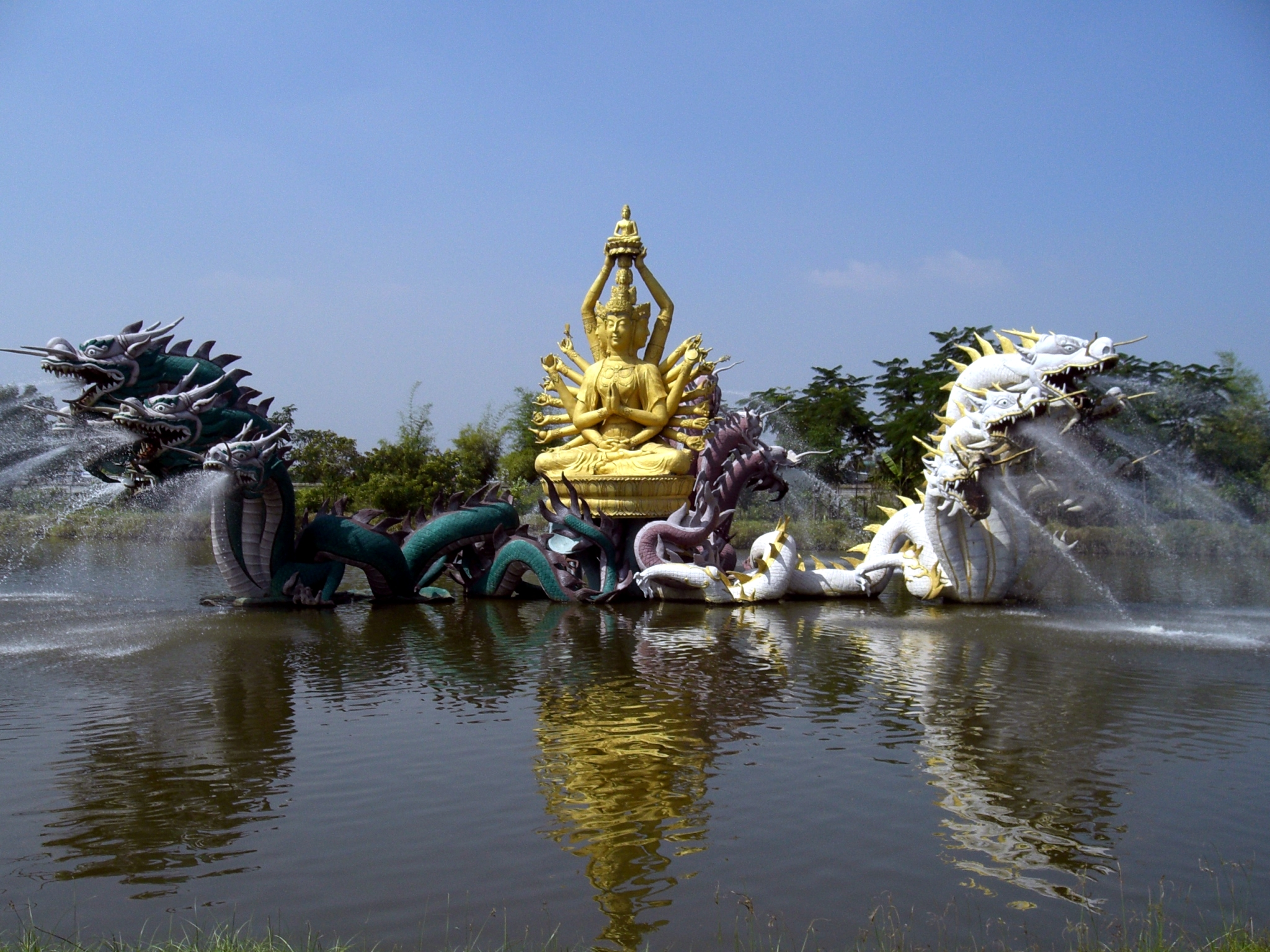
Statues de Guanyin et de dragons
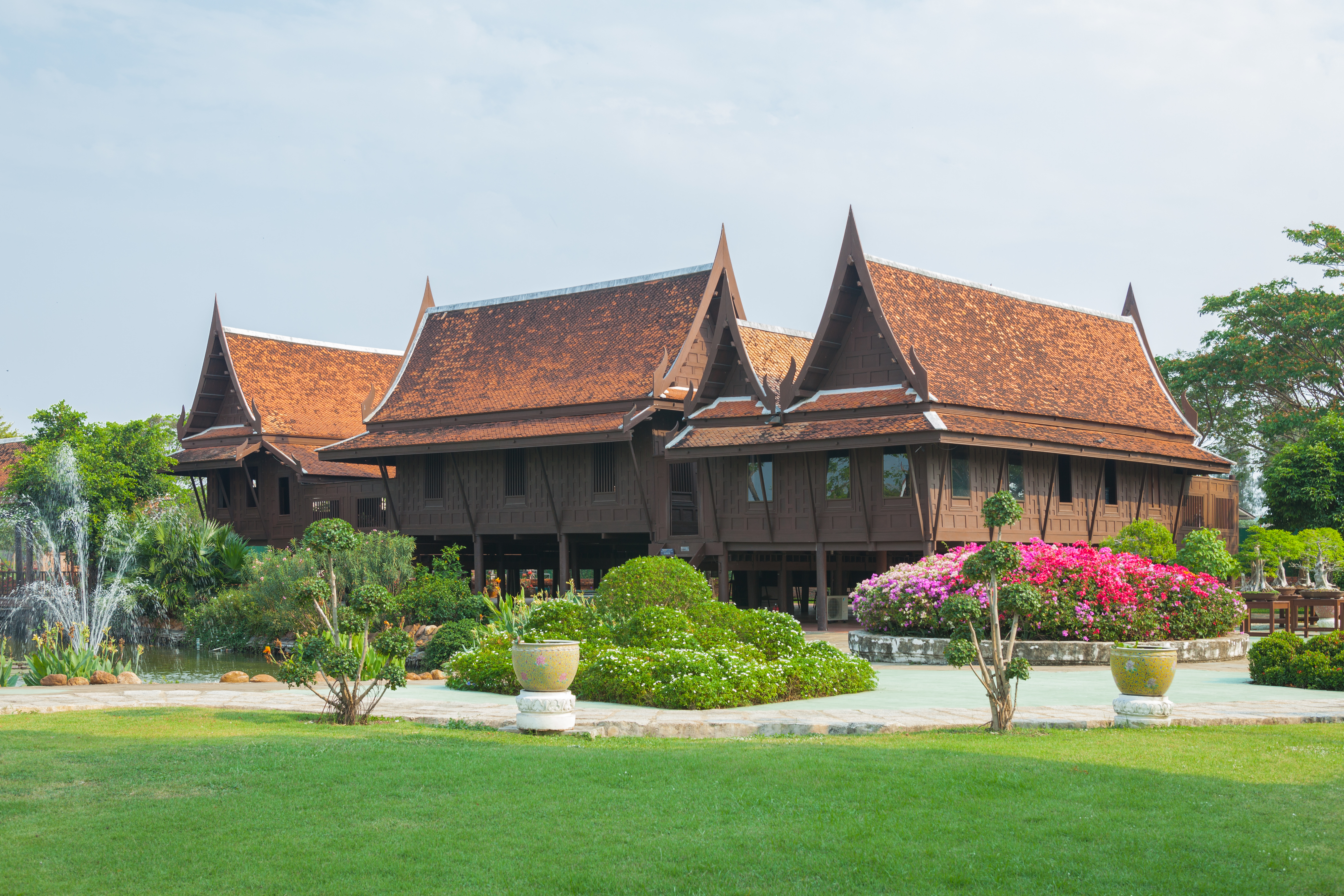
Maisons traditionnelles thaïlandaises sur pilotis
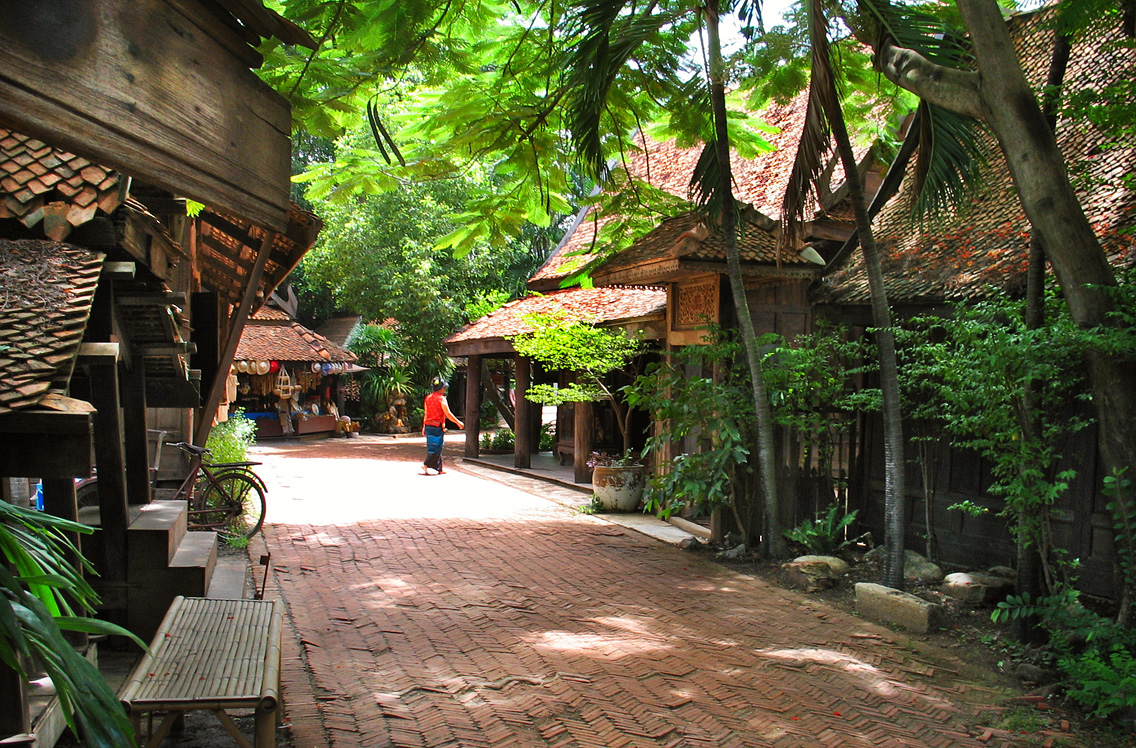
Rue du vieux marché constituée d'anciennes bâtisses qui étaient jadis dans le quartier de Yannawa à Bangkok
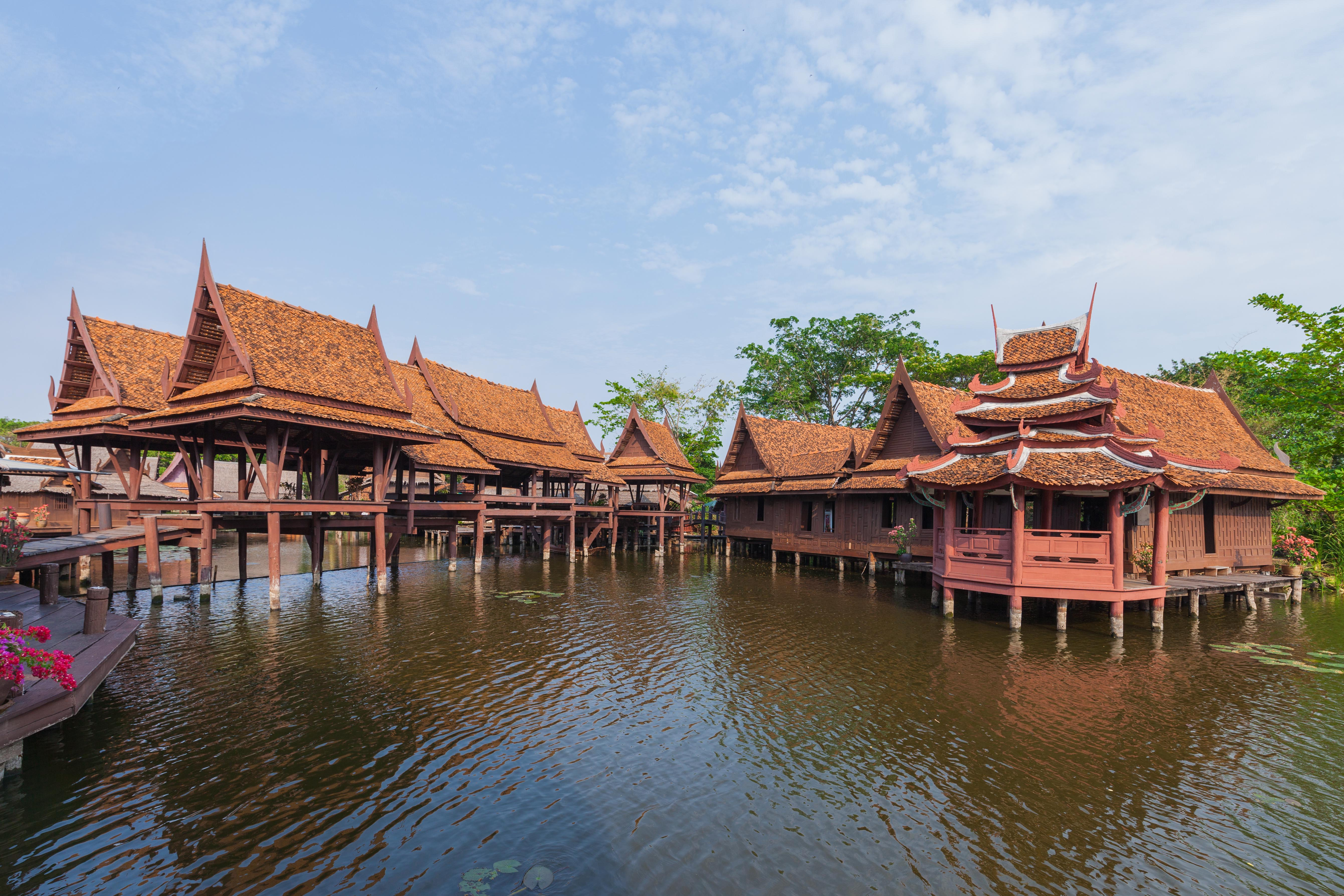
Marché flottant
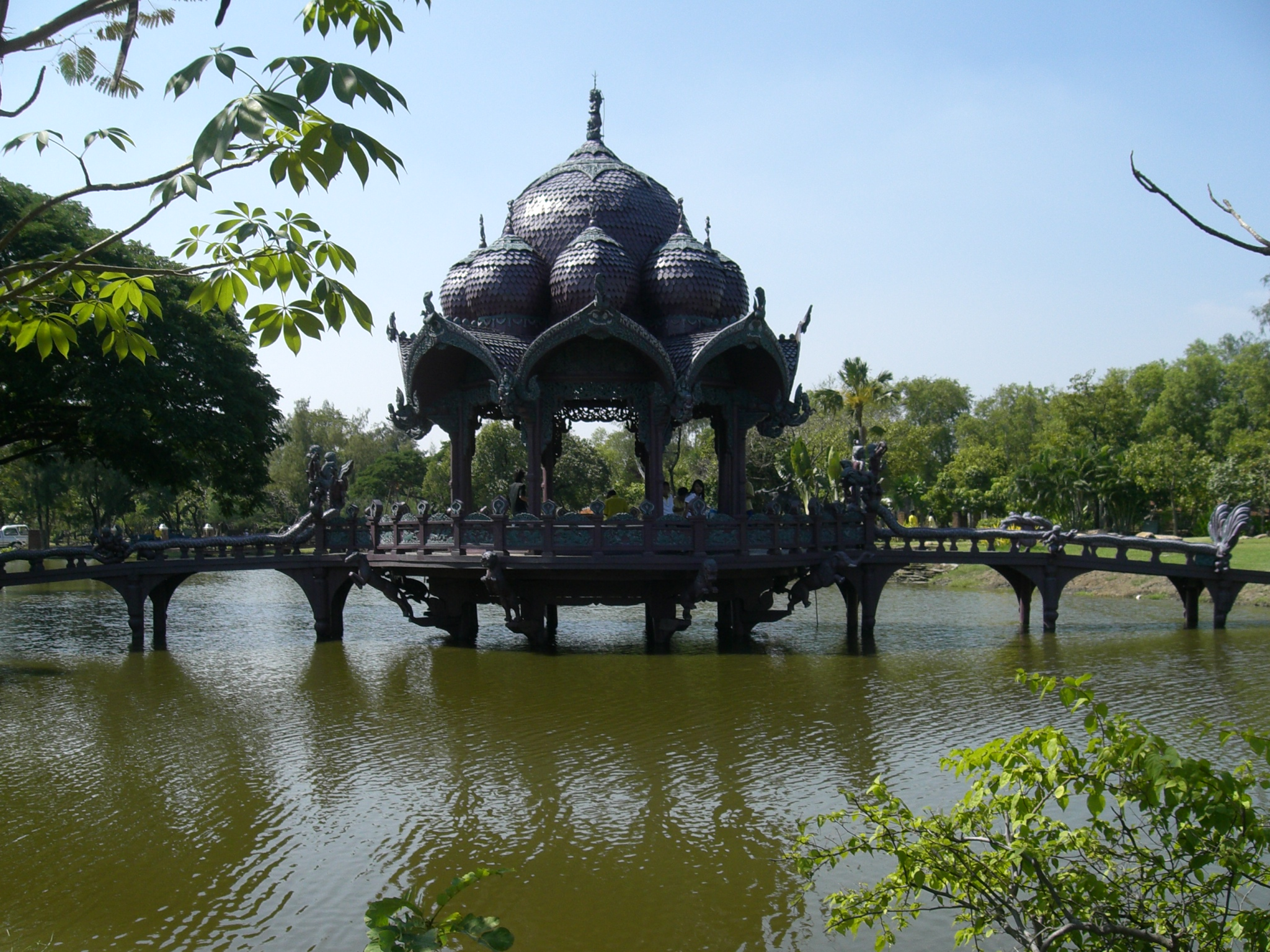
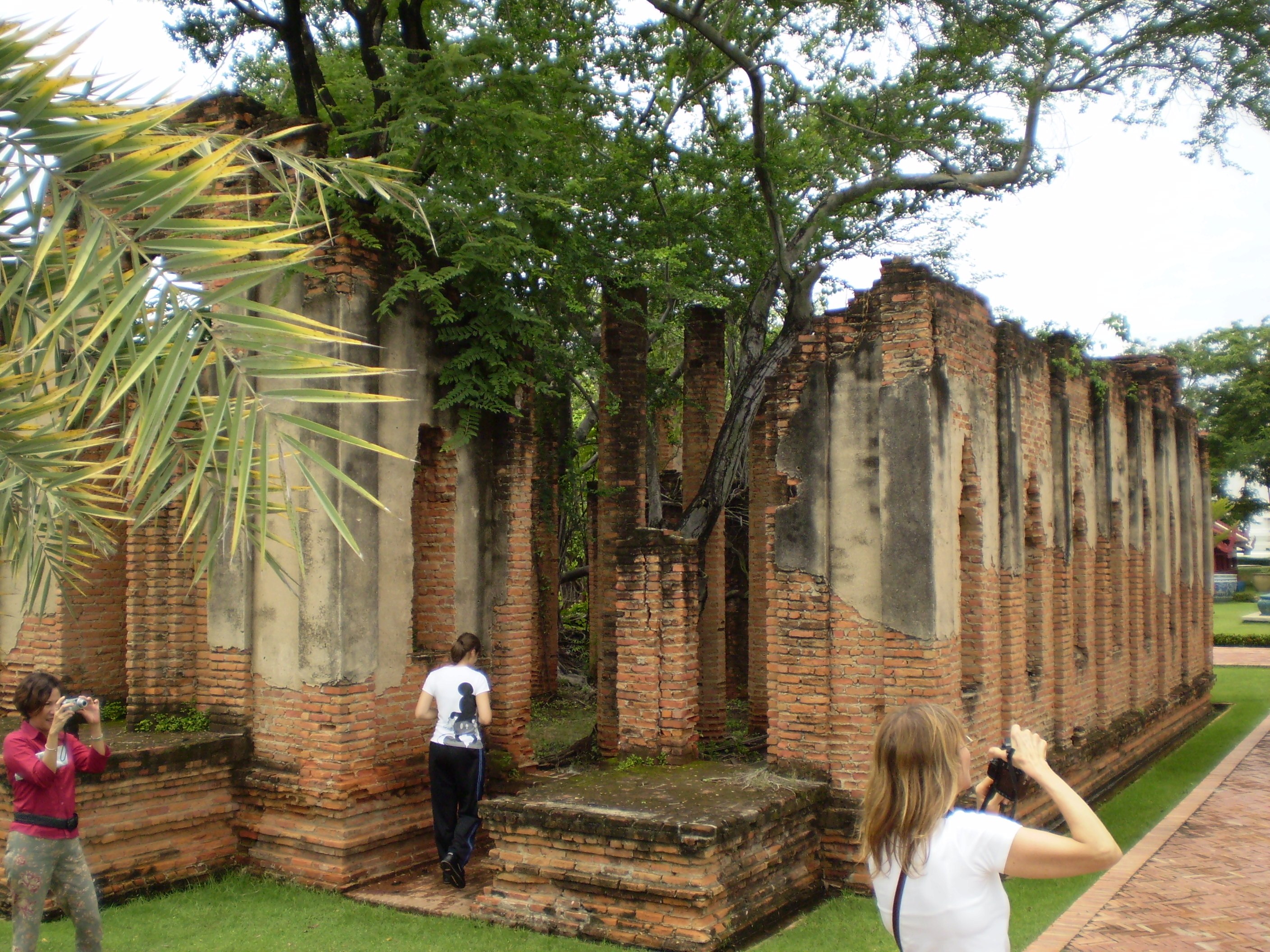
Ruines
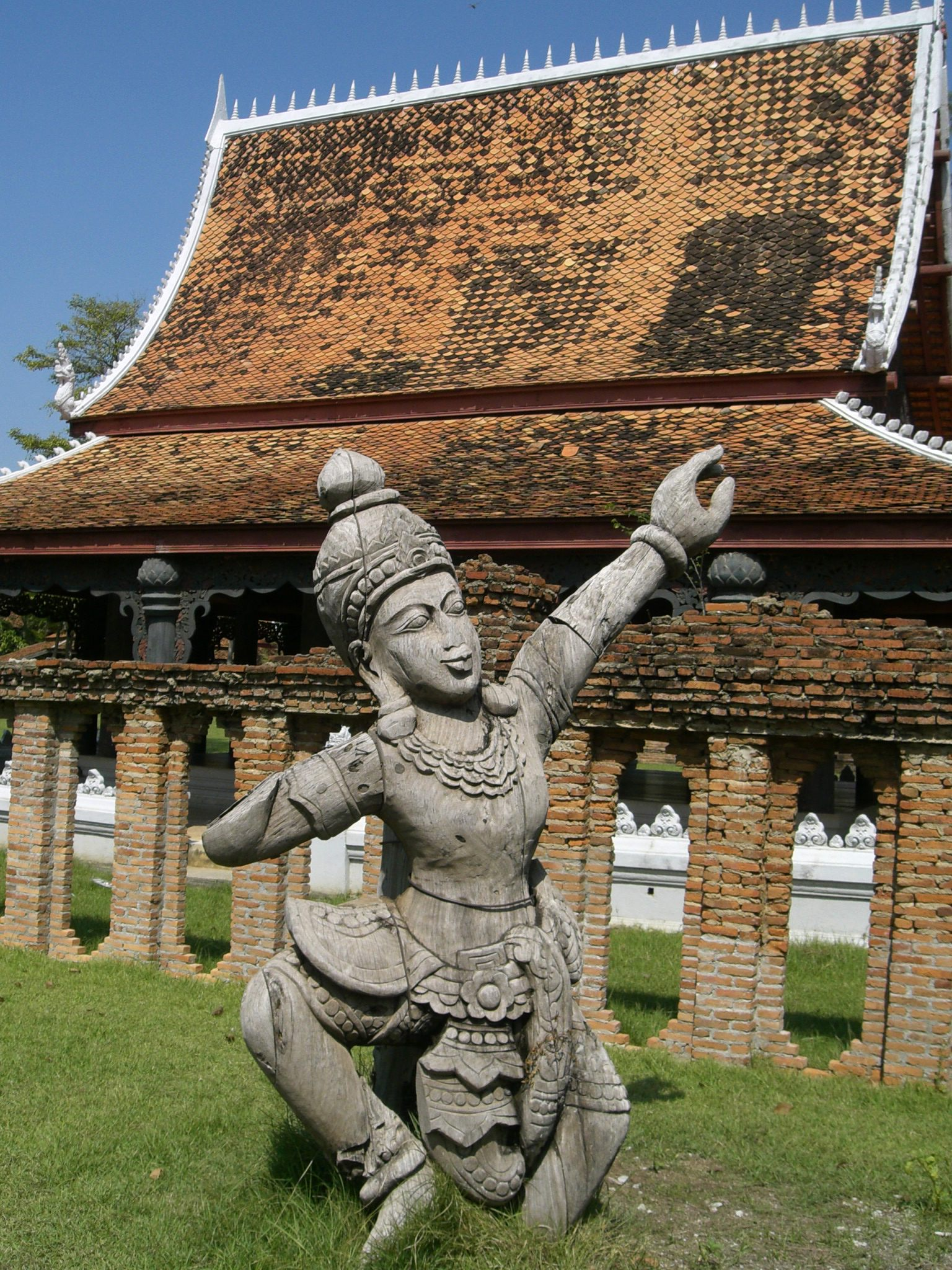

Barges royales
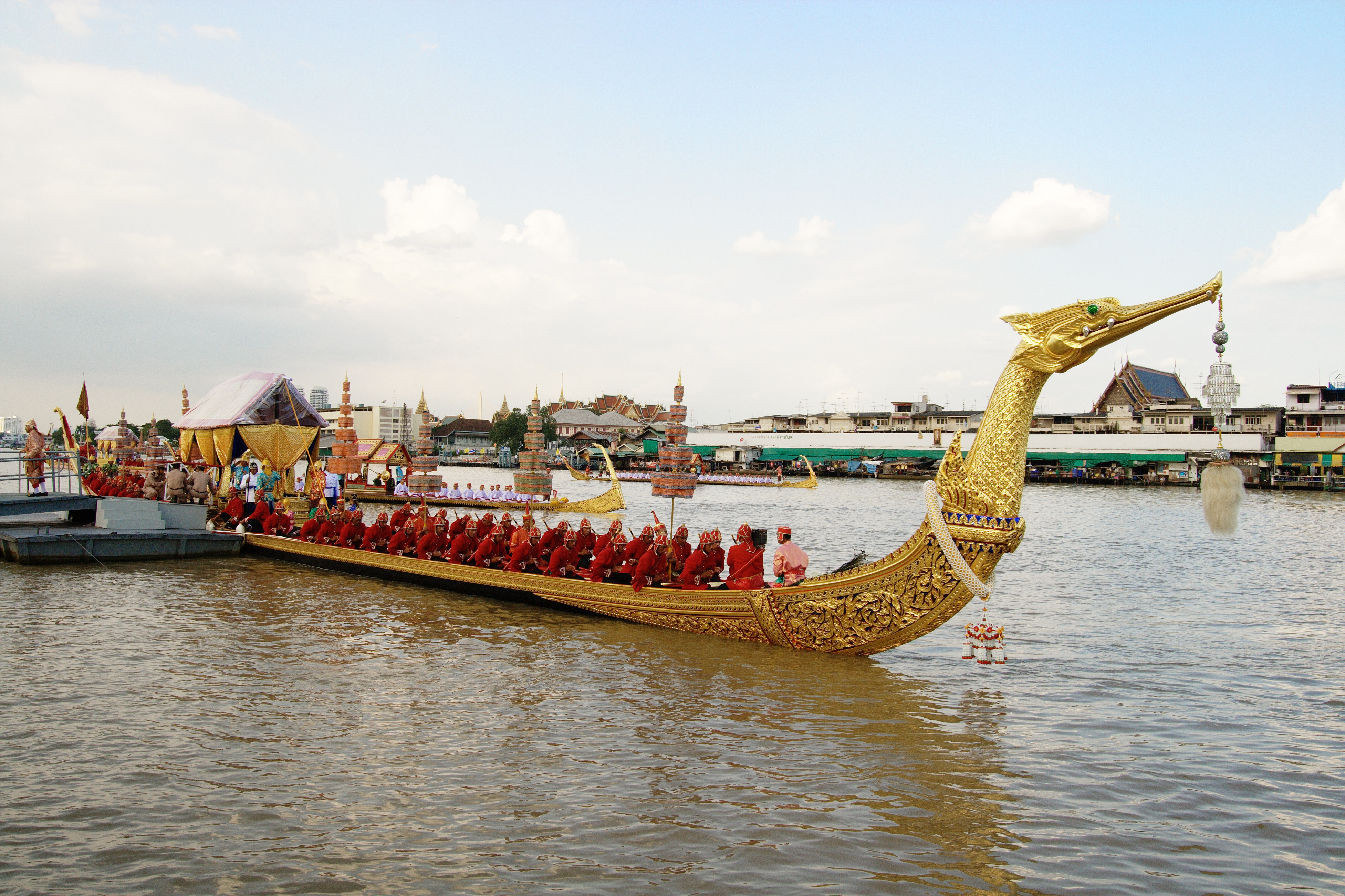
Authentique barge royale arrivant au temple de l'Aube Wat Arun à Bangkok
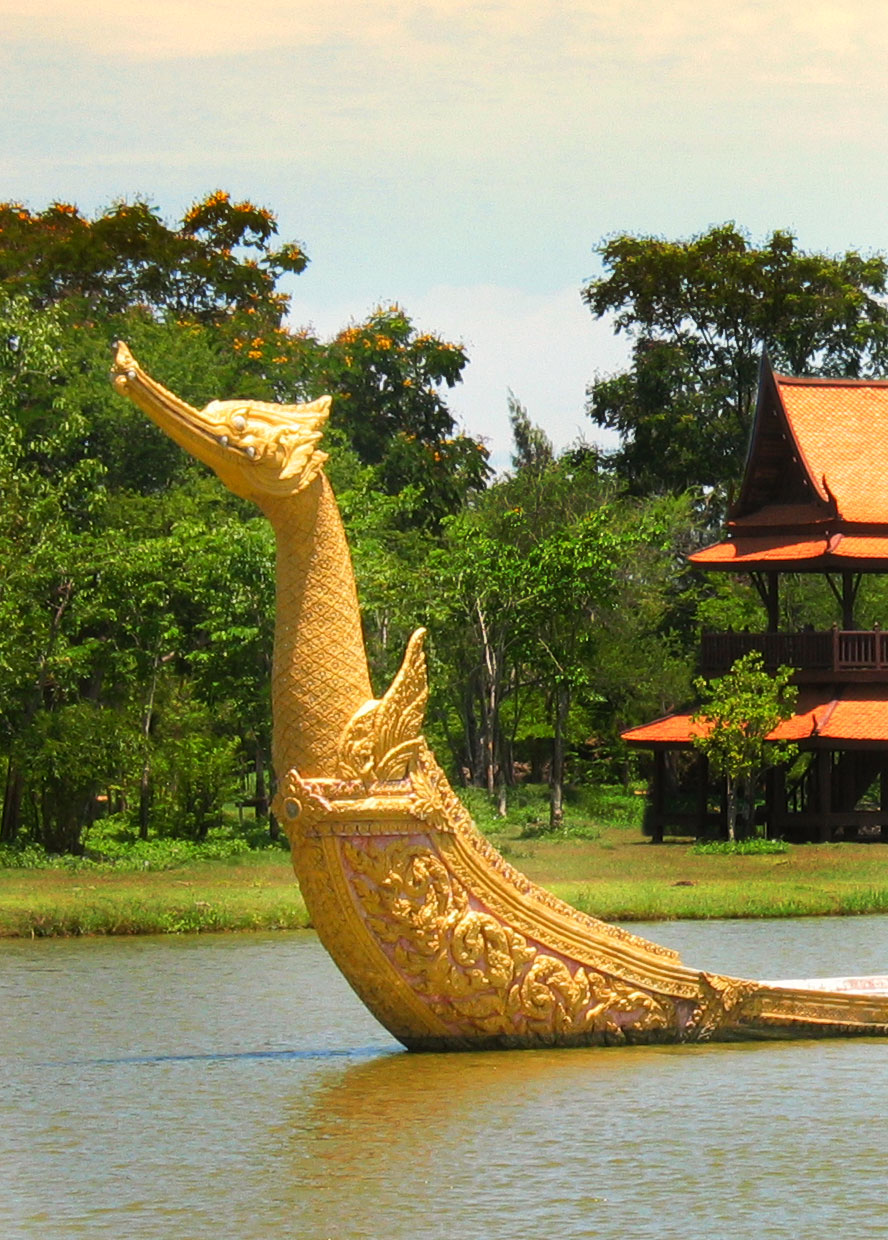
Réplique de Suphannahongse, la barge royale (en) au musée du Siam Ancien
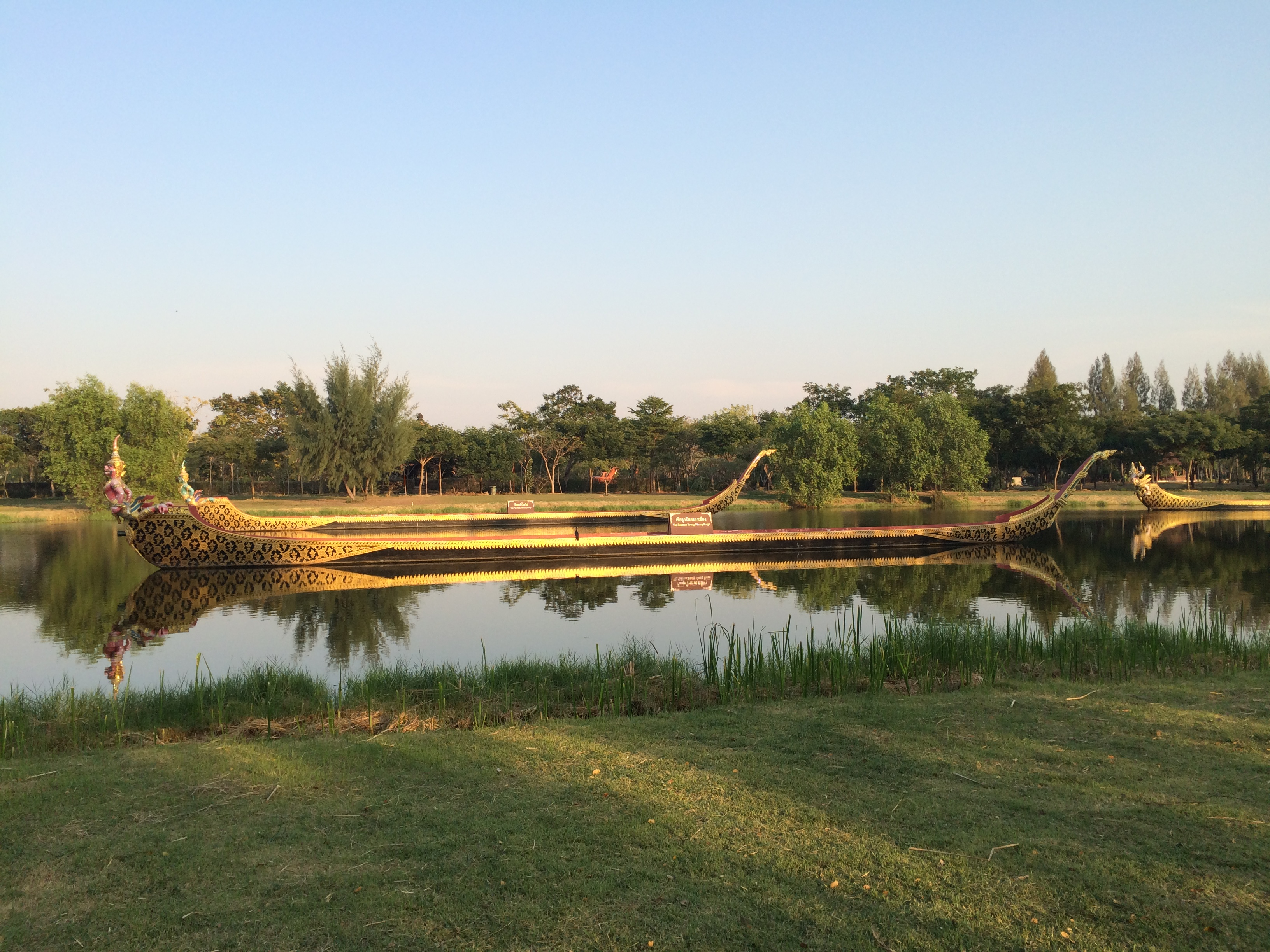
Autres répliques de barges royales

## Sources
- Muang Boran, In the Ancient City (Bangkok: Muang Boran Publishing House, 1980).
- Muang Boran, Muang Boran: A Nostalgic Look (Bangkok: Muang Boran Publishing House, 1988).
- Penny Van Esterik, Materializing Thailand (Oxford: Berg, 2000), pp. 114–118.